# Димитър Иванов (футболист)
Вижте пояснителната страница за други личности с името Димитър Иванов.
Димитър Владев Иванов е бивш български футболист и настоящ треньор, роден на 7 октомври 1970 в Елхово.
Играл е за отборите на „Елхово“, Чирпан (вкарва 12 гола в Б група през сезон 1995/96 и 9 през 94/95), Розова долина, ЦСКА (София) (1996/97 - 24 мача/4 гола, 1997/ес. - 3/1 и 1999/00 - 27/14), корейските Ю Конг и Чин Дао. Общо има 55 мача и 19 гола в А група.
Шампион на България (1997), носител на Купата на България (1997), вицешампион (2000). В евротурнирите за ЦСКА има 4 мача и 1 гол (1 мач в КЕШ и 3 мача с 1 гол за купата на УЕФА). Автор на най-бързия гол в дербито ЦСКА - Левски 1:0 в 36-ата секунда през 1999 г. За националния отбор е изиграл 1 мач. Катастрофа го вади от футбола на 30 години през 2000 г.

## Кариера като треньор
През сезон 2002/2003 Димитър Иванов става помощник-треньор на Ботев (Пловдив). През 2004 г. отива в родния Елхово. Там за 2 години се завръща на терена като футболист и е играещ треньор на местния клуб. През 2008 г. бившият му съотборник в ЦСКА Филип Филипов го кани за негов асистент във Вихрен (Сандански). Шест месеца по-късно поема Металик (Сопот). След това един сезон е треньор в школата на Сливен 2000, а от лятото на 2010 г. е наставник на Тунджа (Ямбол). На 25.03.2012 г. е освободен от поста наставник на Тунджа Ямбол.